# گرلاچ-امپایر (نوادا)
گرلاچ-امپایر، نوادا (به انگلیسی: Empire, Nevada) یک شهر متروکه و حوزه سرشماری در ایالات متحده آمریکا است که در نوادا واقع شده‌است.

## خصوصیات
گرلاچ-امپایر ۱۳٫۳ کیلومترمربع مساحت و ۲۱۷ نفر جمعیت دارد.